# Nephrotoma spatha
Nephrotoma spatha är en tvåvingeart som beskrevs av Oosterbroek 1975. Nephrotoma spatha ingår i släktet Nephrotoma och familjen storharkrankar. Inga underarter finns listade i Catalogue of Life.